# セラミド
セラミド (ceramide) はスフィンゴ脂質の一種であり、スフィンゴシンと脂肪酸がアミド結合した化合物群の総称である。

## 生体成分
セラミドは細胞膜に高い濃度で存在することが知られている。 細胞膜においてセラミドはスフィンゴミエリンを構成する脂質の一つであり、また脂質二重層を構成する主要な脂質の一つでもある。長年にわたり、細胞膜に存在するセラミドとその他のスフィンゴ脂質は単なる脂質膜の構成要素であると思われてきたが、現在ではこの考えが完全に正しいわけではないことが分かってきている。セラミドの生体作用のうち最も魅力的であると思われるのは、酵素群により細胞膜からセラミドが遊離し、これがシグナル伝達物質として作用する機能であろう。セラミドの細胞シグナル伝達物質として、分化、増殖、プログラム細胞死(PCD)、アポトーシス（タイプI PCD）を制御することがよく知られている。この機能のため、セラミドはしばしば「細胞死のメッセンジャー (messengers of cell death)」と呼ばれる。人体においては、セラミドの合成障害によりアトピー性皮膚炎などを生じうる。

## 生合成経路
セラミドの合成経路として有名な経路は2つある。スフィンゴミエリナーゼ経路では、細胞膜中のスフィンゴミエリンに酵素のスフィンゴミエリナーゼを作用させることにより、遊離セラミドを生成する。de novo経路は、セラミドシンターゼによりセラミドを合成する。いずれの経路で合成されたかに関わらず、合成されたセラミドは細胞のプログラム細胞死などの制御に利用される。
スフィンゴミエリナーゼ経路
スフィンゴミエリンは細胞の脂質二重層を構成する4つの主要なリン脂質の1つである。細胞膜中のスフィンゴミエリンを酵素のスフィンゴミエリナーゼで加水分解してセラミドを合成するこの反応は、細胞膜の分解によりプログラム細胞死を引き起こす。この作用により、細胞膜はプログラム細胞死を誘導する細胞外シグナルの作用点となっている。さらに従来の研究から、電離放射線がいくつかの細胞でアポトーシスを引き起こすことが報告されている。さらに電離放射線が細胞膜中のスフィンゴミエリナーゼを活性化させ、最終的にはセラミドが合成されることも示唆されている。
de novo経路
酵素のセラミドシンターゼによって触媒される反応である。セラミドは小胞体で合成された後ゴルジ体で修飾され、そして脂質二重層へと運ばれる。なおこの系路は数種の癌細胞における化学療法誘発アポトーシスを用いた治療法と関連している。

## アポトーシス誘導機能
セラミドがプログラム細胞死のシグナルであることが初めて示唆されたのは、遺伝疾患であるニーマン・ピック病の患者がアポトーシスに対して抵抗力のある細胞を持っていると分かった時のことであった。ニーマン・ピック病は酸性スフィンゴミエリナーゼ（セラミドの生産に関与する酵素）が欠損する疾患である。
その後の複数の研究機関による一連の研究成果から、セラミドは多くの細胞種でアポトーシスを誘導することが可能なアポトーシスシグナルの前駆体もしくはアポトーシスシグナルそのものであることが分かった。 現在は、電離放射線によりアポトーシスが引き起こされた場合のセラミドの役割を解明するための研究が進められている。
なお、遺伝子組み換えにより生み出された酸性スフィンゴミエリナーゼノックアウトマウスは、このマウスの持つ種々の細胞種はアポトーシスを引き起こすシグナルに対し抵抗力を示すことが知られている。

## 皮膚
セラミドは、ヒトの皮膚の表皮層の表面を形成する角質層の主成分である。セラミドは、コレステロールや飽和脂肪酸とともに、水を通さず乾燥による過度の水分喪失を防ぐほか、微生物の侵入を防ぐバリア機能を形成する。表皮過形成を生じた乾癬では、透水性バリアが損なわれている。
角質層は、50％のセラミド、25％のコレステロール、および15％の遊離脂肪酸で構成されている。
加齢に伴い、ヒトの角質層のセラミドとコレステロールが減少する。セラミドが豊富な小麦抽出物を使用した臨床試験では、プラセボ群に対し抽出物を塗布したヒトの皮膚の水分量が増加していることが示された。

## セラミド生成誘導体物質として知られている化合物
セラミドの生成を誘導する物質として知られているものをいかに示す。
- TNF-α
- 内毒素
- 化学療法薬剤
- 1,25-ジヒドロキシビタミンD
- インターフェロンγ

（熱および電離放射線）
セラミド産生を誘導する物質は、細胞のプログラム細胞死を誘発するストレスシグナルである傾向にある。このことから、セラミドは細胞外シグナルを細胞内の代謝へと伝達する際の仲介作用を示すことが分かる。

## セラミドのシグナルが生じるメカニズム
前述のストレスシグナルの1つに応じて脂質二重層からセラミドが生成された後に、セラミドのクラスタは脂質ラフト（脂質いかだ）として知られている脂質プラットホームを構成する、という仮定が立てられている。この脂質ラフトは、シグナル分子を細胞内外へと伝達させるプラットホームとしての機能をもつ、膜貫通型構造であると推測されている。脂質ラフトが脂質二重層を貫く形で存在しているため、細胞内と細胞外のシグナルを相互に伝達することが可能となっている。